# Atriplex nana
Atriplex nana är en amarantväxtart som beskrevs av Parr-sm. Atriplex nana ingår i släktet fetmållor, och familjen amarantväxter. Inga underarter finns listade i Catalogue of Life.